# Polites sonora
Polites sonora là một loài bướm thuộc họ Bướm nhảy. Nó được tìm thấy dọc theo bờ biển Thái Bình Dương của Mỹ, đạt Canada chỉ trong nội địa cực nam của British Columbia. Sải cánh dài 25–27 mm.
Có một thế hệ ở Canada từ giữa tháng 7 đến giữa tháng 8 ở British Columbia.. Ấu trùng ăn loài Festuca idahoensis. 